# Rhabdophyllum thonneri
Rhabdophyllum thonneri är en tvåhjärtbladig växtart som först beskrevs av De Wild., och fick sitt nu gällande namn av Farron. Rhabdophyllum thonneri ingår i släktet Rhabdophyllum och familjen Ochnaceae. Inga underarter finns listade i Catalogue of Life.